# Ллойд, Уильям Бросс
Уильям Бросс Ллойд (англ. William Bross Lloyd, 24 февраля 1875 – 30 июня 1946) — американский адвокат и политический деятель. Старший сын журналиста-разоблачителя Генри Демареста Ллойда и Джесси Бросс, дочери основателя Chicago Tribune Уильяма Бросса, Уильям Бросс Ллойд известен как один из основателей и спонсор молодой Коммунистической рабочей партии Америки, предшественницы Коммунистической партии США.

## Биография

### Ранние годы
Уильям Бросс Ллойд-старший родился 24 февраля 1875 года в Чикаго, штат Иллинойс, США. Он был старшим сыном прогрессивного журналиста-разоблачителя Генри Демареста Ллойда и Джесси Бросс, дочери основателя Chicago Tribune Уильяма Бросса, через которую он в конечном итоге унаследовал четверть акций газеты.
Ллойд учился в Гарвард-колледже, который окончил в 1898 году. После этого он поступил на юридический факультет Гарвардского университета, завершив обучение в 1902 году и продолжив заниматься юридической практикой в штатах Массачусетс и Иллинойс. Во время учебы в Гарварде Ллойд познакомился со своей однокурсницей Лолой Маверик, и в ноябре 1902 года пара поженилась. После свадьбы пара некоторое время путешествовала, прежде чем обосноваться в Чикаго, где Уильям намеревался начать заниматься юридической практикой. У пары родилось четверо детей, три девочки и сын, до развода в 1916 году. После развода Ллойд женился на Мэдж Берд и в 1918 году стал отцом сына от своей второй жены.

### Политическая деятельность

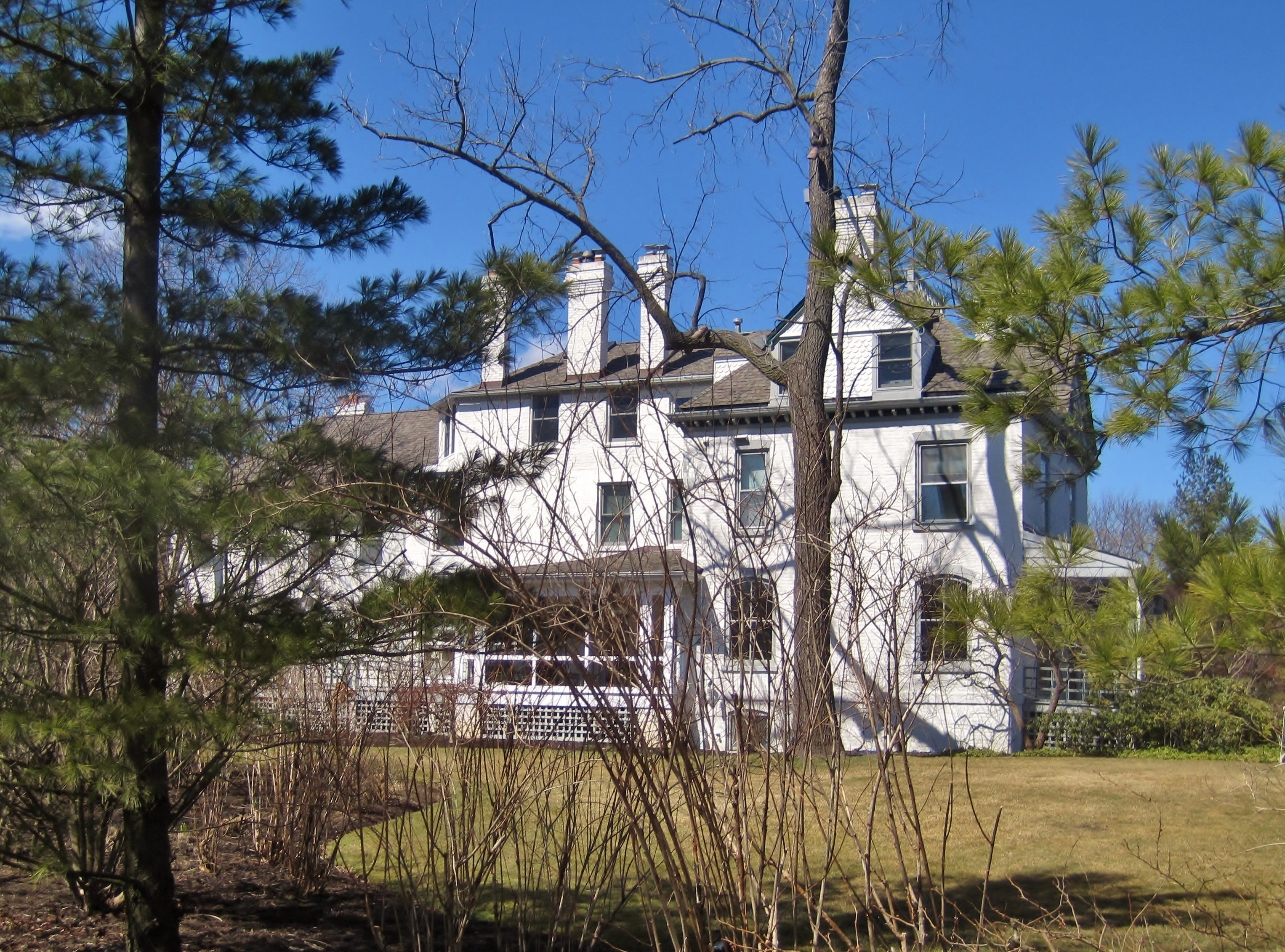
Дом Уильяма Бросса Ллойда и его жены Лолы Маверик Ллойд в Уиннетке, штат Иллинойс,США.

После смерти отца в сентябре 1903 года Уильям решил заняться политикой, отказавшись от планов заниматься юридической практикой, чтобы вместо этого стать активистом движения за государственную собственность на муниципальную железнодорожную систему — основной вид общественного транспорта в доавтомобильную эпоху. Хотя отец Ллойда, Генри Демарест Ллойд, долгое время был членом социалистического движения, в юности Уильям Бросс Ллойд не был членом Социалистической партии Америки или ее молодежной секции, вступив в организацию только в 1906 году. Ллойд оставался политическим активистом большую часть следующих двух десятилетий.
В 1918 году Уильям Бросс Ллойд вошел в мир практической политики, баллотируясь в Сенат Соединенных Штатов от Социалистической партии. Ллойд был членом одной из первых явно большевистских политических организаций в Соединенных Штатах — Коммунистической пропагандистской лиги (англ. Communist Propaganda League), созданной в Чикаго в 1918 году. Личный секретарь Ллойда, адвокат Айзек Эдвард Фергюсон, был её основателем и секретарем.
Ллойд был избран в Национальный исполнительный комитет из 15 членов, который управлял Социалистической партией в начале 1919 года, но результаты выборов были отменены и проигнорированы уходящим комитетом в июне, и он так и не вступил в должность. После раскола левого крыла Социалистической партии летом 1919 года Ллойд стал одним из основателей Коммунистической рабочей партии Америки.
Всего через три месяца существования эта организация подверглась правительственным репрессиям как одна из целей рейдов Палмера в январе 1920 года и была загнана в подполье. Ллойд был одним из 20 коммунистов, осужденных за заговор с целью свержения правительства США на крупном судебном процессе в Чикаго, который вел будущий чикагский судья Фрэнк Д. Комерфорд, а защищал известный адвокат Кларенс Дэрроу. Судебный процесс, который проходил с 10 мая по 2 августа 1920 года, завершился вынесением обвинительных приговоров всем обвиняемым.
Ллойд был приговорен к тюремному заключению на срок от 1 до 5 лет, но оставался на свободе под залог до вынесения решения по апелляции. Хотя апелляционный процесс был исчерпан в 1922 году, к тому времени Ллойд уже не считался опасным сторонником коммунизма, и его приговор был смягчен.
Ллойд внес залог за Уильяма Дадли Хейвуда на суде в 1921 году. Хейвуд сбежал из под залога во время рассмотрения апелляции, уехав в РСФСР. Залог в размере 15 000 долларов был утрачен в результате побега Хейвуда.

### Смерть и наследие
Уильям Бросс Ллойд умер от рака 30 июня 1946 года в отеле Ritz-Carlton в Бостоне. На момент смерти ему был 71 год. Тело Ллойда было кремировано, а его прах развеян его семьей над Атлантическим океаном.
Документы Ллойда, объединенные в одну коллекцию с документами его старшего сына, выдающегося пацифиста Уильяма Бросса Ллойда-младшего (1908-1995), находятся в Нью-Йоркской публичной библиотеке в Нью-Йорке.  Коллекция размещена в 41 архивной коробке и включает сочинения, публикации, фотографии и семейную переписку.

## Публикации
- Peace: Now You See It and Now You Don't; or, That's All — The Prestidigitator. n.c. [Chicago?]: n.p., [c. 1917].
- The Socialist Party and Its Purposes. With Isaac Edward Ferguson. Chicago: Goodspeed Press, 1918.
- "Silence — And the Resurrection: A Letter from William Bross Lloyd" with "In Reply" by Max Eastman, The Liberator, vol. 1, no. 6 (Aug. 1918), pp. 30–32.